# Filtr oleju

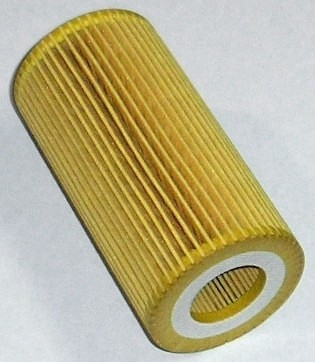
Wkład filtrujący filtru oleju

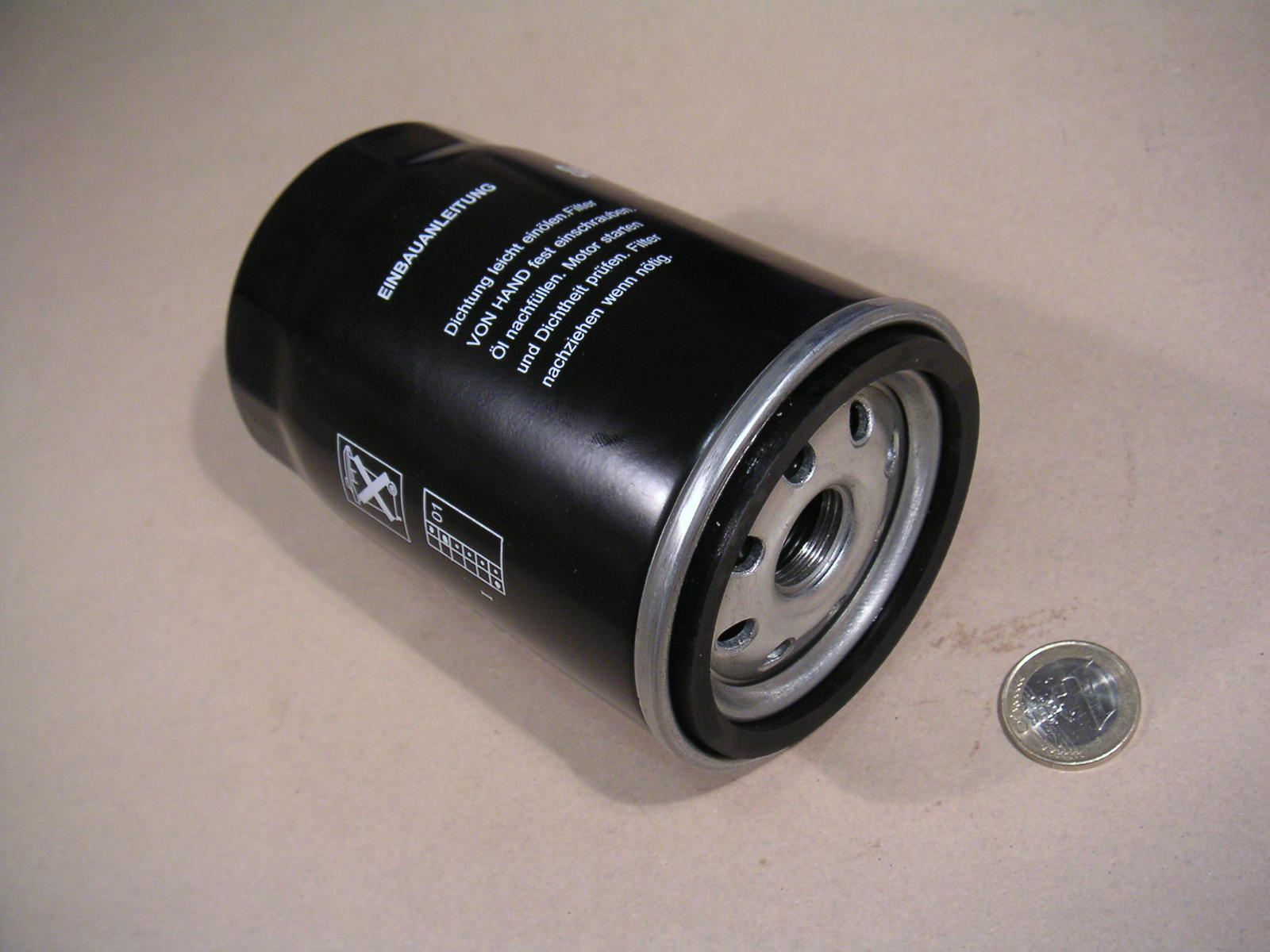
Samochodowy filtr oleju

Filtr oleju jest elementem układu smarowania. Olej silnikowy, aby mógł spełnić swoje zadania w silniku, musi być filtrowany ze względu na występujące w nim podczas pracy zanieczyszczenia.
Zanieczyszczenia organiczne: pozostałości po niespalonym paliwie, produkty utleniania, termiczny rozkład i spalanie samego oleju.
Zanieczyszczenia nieorganiczne: pył w powietrzu i cząstki metali.

## Podział filtrów oleju
Według zasady działania:
- przegrodowe
  - objętościowe:
    - włókninowe
    - ze spieków porowatych
    - z porowatych tworzyw sztucznych
    - absorpcyjne

  - powierzchniowe:
    - siatkowe
    - szczelinowe
    - papierowe
- energetyczne:
  - odśrodkowe
  - magnetyczne
  - grawitacyjne
- złożone (połączenie filtrów przegrodowych i energetycznych)

Według jakości filtrowania:
- zgrubne (siatkowe i szczelinowe),
- dokładnego oczyszczania (przegrodowe włókninowe, odśrodkowe),
- pomocnicze (magnetyczne).

Według rozmieszczenie w układzie smarowania:
- bocznikowe,
- pełnoprzepływowe,
- szeregowo – bocznikowe.

## Zasada działania filtra oleju
Głównym zadaniem filtra oleju jest usuwanie zanieczyszczeń znajdujących się w oleju smarującym elementy ruchome jednostki napędowej pojazdu. Olej silnikowy filtrowany jest na początku przez tzw. smok, który usuwa z niego największe zanieczyszczenia, następnie trafia on do filtra. Tam filtracja jest znacznie bardziej dokładna, ponieważ usuwane są zanieczyszczenia o wielkości nawet 1/50 milimetra.
We wnętrzu filtra znajduje się papierowy wkład, który jest odporny na rozpuszczanie przez olej, a jednocześnie przepuszczający go przez swoją powierzchnię. Jest on ułożony na kształt harmonijki po to, by maksymalnie zwiększyć powierzchnię roboczą, przez którą może być filtrowany olej.